# رونان فارو
سَچِل رونان اوسالیوان فارو (انگلیسی: Satchel Ronan O'Sullivan Farrow؛ زادهٔ ۱۹ دسامبر ۱۹۸۷) روزنامه‌نگار، حقوقدان، و فعال حقوق بشر اهل ایالات متحده آمریکا است. او فرزند میا فارو و وودی آلن است.
در اواخر سال ۲۰۱۷، مقالات فارو در نیویورکر به افشای اتهامات سوء استفادهٔ جنسی هاروی واینستین کمک کرد. برای این گزارش، نیویورکر و نیویورک تایمز برندهٔ جایزهٔ پولیتزر برای خدمات عمومی شدند.